# Хмели (Крым)
Хме́ли (до 1948 года Чермалы́к; укр. Хмели, крымскотат. Çermalıq, Чермалыкъ) — исчезнувшее село в Белогорском районе Республики Крым, на территории Богатовского сельского поселения (согласно административно-территориальному делению Украины — Богатовского сельского совета). Располагалось на юго-востоке района, в предгорье Главной гряды Крымских гор, в ущелье реки Хмели, правого притока Кучук-Карасу, в менее чем километре к востоку от села Айлянма.

## История
Чермалык — большое старинное село в горном Крыму, в районе, населённом крымскими греками — потомками византийцев, а также готов и алан.
Но первое документальное упоминание села встречается в «Ведомости о выведенных из Крыма в Приазовье христианах» А. В. Суворова от 18 сентября 1778 года, согласно которому из селения Чермалык выведено 346 греков, 8 священников и 4 грузин. Выходцы из Чермалыка, вместе с бывшими жителями Айлянмы, Шелена и Капсихора основали в приазовье одноимённое село Чермалык. По ведомости генерал-поручика О. А. Игельстрома от 14 декабря 1783 года в селении, после выхода христиан, оставалось 4 целых дома с примечанием, что «оныя дома требуют починки, прочия же бывшия всей деревне дворы разломаны и до основания погнили, сколко же их было неизвестно» и разрушенная церковь. Согласно «Ведомости… какие христианские деревни и полных дворов. И как в оных… какие церкви служащие, или разорённые. …какое число священников было…» от 14 декабря 1783 года в селе Чермалик числилось 47 греческих дворов, церковь св. Георгия в коей 1 священник. В ведомости «при бывшем Шагин Герее хане сочиненная на татарском языке о вышедших християн из разных деревень и об оставшихся их имениях в точном ведении его Шагин Герея» и переведённой 1785 году, содержится список 40 жителей-домовладельцев деревни Чылмалык, с перечнем их имущества, из которого следует, что в наличии имелось 10 целых домов, а 30 разорены. О земельных владениях в ведомости записано, что «Сей деревни земель садов лугов по ханскому фирману Кутлу Гирай мурза присвоил так он сам выехал то оная деревня Чилмалык вся принадлежит короне». В другом архивном документе сказано, что «Трицатъ два дома разорены протчие состоят земля принадлежала Кутлу Гиреи мурзе которой обще с протчими выехал». Также содержится приписка, что «Сия деревня отдана во владение г-ну советнику Федору Савичу Юговичу».
В Камеральном Описании Крыма… 1784 года записано, что в последний период Крымского ханства Чилмалык входил в Карасубазарский кадылык Карасубазарского каймаканства. После присоединения Крыма к России (8) 19 апреля 1783 года, (8) 19 февраля 1784 года, именным указом Екатерины II сенату, на территории бывшего Крымского Ханства была образована Таврическая область и деревня была приписана к Левкопольскому, а после ликвидации в 1787 году Левкопольского — к Феодосийскому уезду Таврической области. После Павловских реформ, с 1796 по 1802 год, входила в Акмечетский уезд Новороссийской губернии. По новому административному делению, после создания 8 (20) октября 1802 года Таврической губернии, Чермалык был включён в состав Кокташской волости Феодосийского уезда.
По Ведомости о числе селений, названиях оных, в них дворов… состоящих в Феодосийском уезде от 14 октября 1805 года, в деревне Чалмалык числилось 9 дворов, 54 крымских татариина и 78 крымских цыган. На военно-топографической карте генерал-майора Мухина 1817 года обозначена Чермалык с 11 дворами. После реформы волостного деления 1829 года Челмалик, согласно «Ведомости о казённых волостях Таврической губернии 1829 года» остался в составе Кокташской волости. На карте 1836 года в деревне 20 дворов, как и на карте 1842 года.
В 1860-х годах, после земской реформы Александра II, деревню приписали к Салынской волости того же уезда. В «Списке населённых мест Таврической губернии по сведениям 1864 года», составленном по результатам VIII ревизии 1864 года, Чермалык — владельческая русско-татарская деревня с 3 дворами, 12 жителями и винокуренным заводом пр ручьѣ Кочурюкъ (на трёхверстовой карте Шуберта 1865—1876 года на месте деревни обозначен господский двор Чармалык). В «Памятной книге Таврической губернии 1889 года» по результатам Х ревизии 1887 года записана Чалмалык с 19 дворами и 112 жителями. По «…Памятной книжке Таврической губернии на 1892 год» в Чермалыке, не входившей ни в одно сельское общество, числился 171 безземельный житель, не имеющий домохозяйств, а на подробной военно-топографической карте 1892 года в Черманлыке обозначены 19 дворов с татарским населением. По «…Памятной книжке Таврической губернии на 1902 год» в деревне и экономии Чермалык, входившей в Сартанское сельское общество, числилось 123 жителя, домохозяйств не имеющих. По Статистическому справочнику Таврической губернии. Ч.II-я. Статистический очерк, выпуск пятый Феодосийский уезд, 1915 год, в селе Чермалык (на земле Н. Н. Ушаковой) Салынской волости Феодосийского уезда числилось 40 дворов (все дворы безземельные) со смешанным населением в количестве 203 человек приписных жителей, из которых 112 мужчин и 91 женщина. Жители землёй не владели, в хозяйствах имелось 10 лошадей, 2 вола и 21 корова.
После установления в Крыму Советской власти, по постановлению Крымревкома от 8 января 1921 года была упразднена волостная система и село вошло в состав вновь созданного Карасубазарского района Симферопольского уезда, а в 1922 году уезды получили название округов. 11 октября 1923 года, согласно постановлению ВЦИК, в административное деление Крымской АССР были внесены изменения, в результате которых округа ликвидировались, Карасубазарский район стал самостоятельной административной единицей и село включили в его состав. Согласно Списку населённых пунктов Крымской АССР по Всесоюзной переписи 17 декабря 1926 года, в селе Чермалык, Бешуйского сельсовета Карасубазарского района, числилось 28 дворов, все крестьянские, население составляло 120 человек, из них 44 украинца, 26 русских, 15 греков, 14 татар, 9 армян, 6 белорусов, 6 немцев
В 1944 году, после освобождения Крыма от нацистов, 12 августа 1944 года было принято постановление № ГОКО-6372с «О переселении колхозников в районы Крыма», в исполнение которого в район завезли переселенцев: 6000 человек из Тамбовской и 2100 — Курской областей, а в начале 1950-х годов последовала вторая волна переселенцев из различных областей Украины. С 25 июня 1946 года Чермалык в составе Крымской области РСФСР. Указом Президиума Верховного Совета РСФСР, от 18 мая 1948 года, Чермалык был переименован в Хмели. Время переподчинения Богатовскому сельсовету пока не установлено (на 15 июня 1960 года село уже в его составе). Время упразднения села в доступных документах не отражено, но в справочнике «Крымская область. Административно-территориальное деление на 1 января 1968 года» оно уже не значится.

### Динамика численности населения
| - 1805 год — 132 чел. - 1864 год — 12 чел. - 1889 год — 112 чел. - 1892 год — 171 чел. | - 1902 год — 123 чел. - 1915 год — 203 чел. - 1926 год — 120 чел. |